# Dorothy Gow

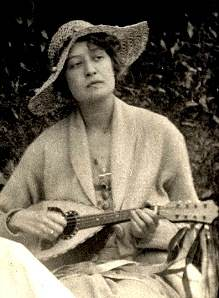
Dorothy Gow

Dorothy Alice Gow (Londen, 30 november 1892 - aldaar, 1 november 1982) was een Engels componiste. Ze werd geboren in Londen en was het jongste kind van een Schotse familie. The Music Society voerde haar werk reeds in 1922 uit. Na haar initiële succes ging Gow studeren aan het Royal College of Music. Ze kreeg er compositieles van Vaughan Williams. Ze was toen reeds ouder dan dertig. Later ging ze studeren bij Egon Wellesz te Wenen. Gow is nooit getrouwd. Ze overleed te Londen in 1982.

## Oeuvre
Een werkselectie:
- String Quartet in One Movement (1947)
- Oboe Quintet (1936)[3]

Haar oeuvre werd opgenomen en uitgegeven op CD:
- An English Renaissance Audio CD (2004) Oboe Classics